# Marc Sangnier
Marc Sangnier (Parigi, 1873 – 28 maggio 1950) è stato un giornalista e politico francese.
Ideatore del movimento Le Sillon ("Il solco"), è stato uno dei promotori del cattolicesimo democratico e progressista. Svolse un ruolo importante nel movimento di educazione popolare attraverso le riviste e l'organizzazione di gruppi a esse ispirati. È il pioniere degli ostelli della gioventù in Francia.

## Biografia
Nato a Parigi da una famiglia borghese, figlio di Felix Sangnier (1834-1928) e di Teresa Lachaud (1846-1920), Marc Sangnier è nipote di Charles Lachaud (1817-1882), nativo di Treignac (Corrèze), avvocato bonapartista, di Marie Lafarge, François Achille Bazaine e Gustave Courbet, e Louise Ancelot (1825-1887), figlioccia e legataria universale di Alfred de Vigny.
Riceve un'educazione profondamente cristiana. Frequenta il Collège Stanislas dal 1879 al 1894. È uno studente brillante e nel 1891 vince un premio in filosofia nel concorso generale. Consegue nel 1895 l'ammissione presso l'École polytechnique e ottiene la laurea in legge nel 1898.
Ancora giovane studente, nel 1894, avvia la partecipazione a un giornale filosofico, Le Sillon ("Il solco"), giornale del movimento democratico e sociale per il cristianesimo, fondato dal suo amico Paul Renaudin. Coinvolge in quest'attività i compagni del College Stanislas a Parigi, e fa del Sillon un luogo di riflessione politica nello spirito dell'adesione dei cattolici al regime repubblicano auspicato da papa Leone XIII nella sua enciclica Rerum Novarum (1891).

### Militante per un cattolicesimo progressista
Nel 1899, Le Sillon diviene l'organo di un ampio movimento di educazione popolare che riunisce giovani operai e figli di notabili al fine di riconciliare le classi lavoratrici con la Chiesa e la Repubblica. Basandosi su sponsorizzazioni cattoliche,  Sangnier crea nel 1901 gli Institutes Populaires che promuovono corsi e conferenze pubbliche. Al convegno nazionale del 1905 partecipano un migliaio di circoli da tutta la Francia. Lo stesso anno viene pubblicato un libro di George Fonsegrive (che ha permesso per primo a Marc Sangnier di esporre le sue idee a un vasto pubblico nella rivista La Quinzaine), Le Fils de l'Esprit. Roman social ("Il Figlio dello Spirito. Romanzo sociale"), "libro nel comodino di tutta una generazione", dove si esprime sotto forma narrativa il progetto dei cattolici sociali favorevoli alla Repubblica.
In un articolo del 1905, pubblicato su La Croix, Sangnier sintetizza in questi termini gli intenti del Sillon:
"Il Sillon mira a realizzare in Francia la repubblica democratica. Non è un dunque un movimento cattolico, nel senso che non è un movimento il cui scopo specifico è quello di mettersi a disposizione dei vescovi e sacerdoti per aiutarli nel loro ministero. Il Sillon è un movimento laico, anche se ciò non impedisce a esso di essere anche un movimento profondamente religioso."
Le reazioni al movimento di Sangnier sono così sintetizzate da Henri Guillemin:
Il Sillon, insomma, si trova a combattere con l'opposizione di estrema sinistra marxista, che a volte interviene in maniera turbolenta negli incontri organizzati dai gruppi aderenti al movimento, e con la stampa dell'Action française monarchica che critica le sue posizioni democratiche e le sue politiche di adesione alla Repubblica. Charles Péguy scaglia attacchi violenti. Charles Maurras, poi, avvia una polemica aspra con Sangnier, pubblicando una serie di articoli nella Revue d'Action française e nella La Gazette de France, che saranno in seguito riuniti nel libro Le Dilemme de Marc Sangnier, ripreso poi nel 1921 nella raccolta intitolata La Démocratie religieuse ("La democrazia religiosa"). Maurras, pur senza rinunciare al suo agnosticismo personale, si pone come il difensore del cattolicesimo tradizionale, che gli appare come una benedizione nazionale e morale (egli vede nella Chiesa il "tempio delle definizioni del dovere" e "l'arca di salvezza della società").
La legge del 1905 che promuove la separazione tra Stato e Chiesa rappresenta una nuova svolta che crea un conflitto tra le idee liberali dell'episcopato francese e il Sillon. Nel 1910, nella gazzetta ufficiale del Vaticano Acta Apostolicae Sedis con la lettera apostolica Notre charge apostolique, papa Pio X condanna le idee dei sillonisti, "la falsa dottrina del Sillon" che sostiene il livellamento delle classi, la triplice emancipazione politica, economica e intellettuale. Il papa deplora che troppi sacerdoti si facciano apostoli di questi errori e li invita a collocarsi nuovamente sotto l'autorità del clero. Marc Sangnier si sottomette alla direttiva, ma decide poco dopo di abbandonare l'attività religiosa per la politica.
Lo storico Jacques Prévotat indica che qualche anno più tardi, nel 1914, lo stesso papa Pio X aveva intenzione di condannare la dottrina dell'Action française di Charles Maurras in un'enciclica che non sarà pubblicata. Sarà ufficialmente condannata dal Vaticano nel 1926, infine riabilitata da papa Pio XII nel 1939, poco dopo la sua elezione al soglio pontificio.

### Militante sociale e pacifista

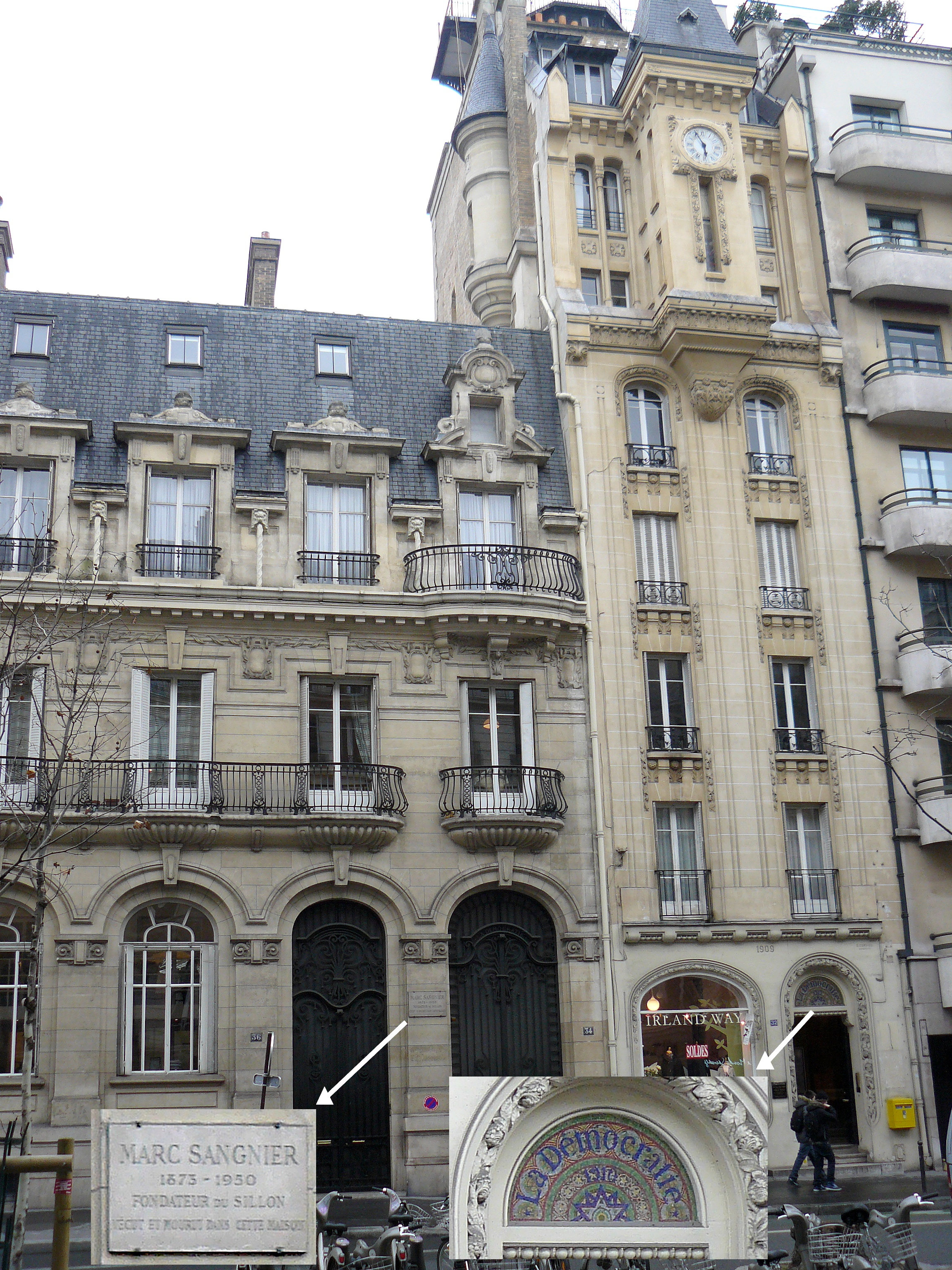
Casa di Marc Sangnier in boulevard Raspail, anche sede de La Démocratie (1909)

Marc Sangnier fonda un giornale, La Démocratie, quindi, nel 1912, la Lega della giovane Repubblica. Attraverso questi organi, egli si batte per l'uguaglianza civile per le donne, il sistema proporzionale e il progetto di una vera e propria legislazione sociale pionieristica.
Allo scoppio della prima guerra mondiale nel 1914 Sangnier è chiamato alle armi. Con il grado di tenente, opera per diciotto mesi sul fronte ed è insignito della Croce di Guerra prima di ricevere la Legion d'Onore. Dopo la guerra, si presenta alle elezioni e viene eletto deputato alla Camera. Riattivando il suo movimento Jeune-République, difende l'idea di una riconciliazione franco-tedesca, ma le sue idee pacifiste lo portano a una sconfitta nelle elezioni del 1929, in seguito alla quale decide di abbandonare la politica.
Si dedica completamente alla causa della pace. Dopo l'incontro con Richard Schirrmann che ha avviato i primi ostelli in Germania, egli ne riprende l'idea e apre il primo ostello in Francia, chiamato l'Épi d'Or, costruito nel 1929 a Boissy-la-Rivière (Essonne). L'anno successivo fonda la Lega francese per ostelli.
Marc Sangnier crea un nuovo periodico, L'Éveil des peuples, per diffondere le sue idee.
Durante l'occupazione tedesca della Francia da parte dei nazisti, dopo la sconfitta del 1940, egli pone il suo giornale al servizio della Resistenza francese; viene arrestato dalla Gestapo e imprigionato per un paio di settimane a Fresnes.
Dopo la Liberazione, è eletto deputato di Parigi, sotto l'etichetta del MRP (Movimento Popolare Repubblicano).
Muore il 28 maggio 1950.
È padre di Jean Sangnier (1912-2011), giornalista e membro della resistenza, e di Paul Sangnier (1917-1939), esploratore.

## Opere
- L'Éducation sociale du Peuple, Paris, Rondelet, 1899.
- Le Sillon, esprit et méthodes, Paris, Au Sillon, 1905.
- L'Esprit démocratique, Paris, Perrin, 1905.
- Par la mort, Paris, Au Sillon, 1905.
- Une méthode d'éducation démocratique, Paris, Au Sillon, 1906.
- Au lendemain des élections (sous le pseudonyme de François Lespinat), Paris, Au Sillon, 1906.
- La Vie profonde, Paris, Perrin, 1906.
- Le Plus Grand Sillon, Paris, Au Sillon, 1907.
- La Trouée, Paris, Au Sillon, 1908.
- Devant l'affiche, Paris, Au Sillon, 1908.
- Chez les fous, Paris, Au Sillon, 1908.
- La lutte pour la démocratie, Paris, Perrin, 1908.
- Dans l'attente et le silence, Paris, Au Sillon, s.d. ; rééd. Aux sources de l'éloquence, Paris, Bloud et Gay, 1908.
- Conférences aux soldats sur le front, Paris, Bloud et Gay, 1918.
- Ce que savent les jeunes Français d'aujourd'hui, La Démocratie, 1918.
- Le Val noir, La Démocratie, 1919.
- L'Âme commune, 1920-1921.
- L'Anniversaire, La Démocratie, 1928.
- Albert de Mun, Paris, Alcan, 1932.
- Autrefois, Paris, Bloud et Gay, 1933.
- Le Pacifisme d'action, Paris, Foyer de la Paix, 1936.
- Le Combat pour la Paix, Paris, Foyer de la Paix, 1937.
- Histoire des Auberges de la Jeunesse, édité par Les Auberges, 1946.
- Discours, 10 volumi:
  - Volume I - 1891-1906
  - Volume II - 1906-1909
  - Volume III - 1910-1913
  - Volume IV - 1912-1913
  - Volume V - 1913-1919
  - Volume VI - 1919-1922
  - Volume VII - 1922-1923
  - Volume VIII - 1923-1925
  - Volume IX - 1925-1929
  - Volume X - 1930-1937